# Botyodes
Botyodes é um gênero de mariposa pertencente à família Crambidae.